# サミュエル・ゴンパーズ

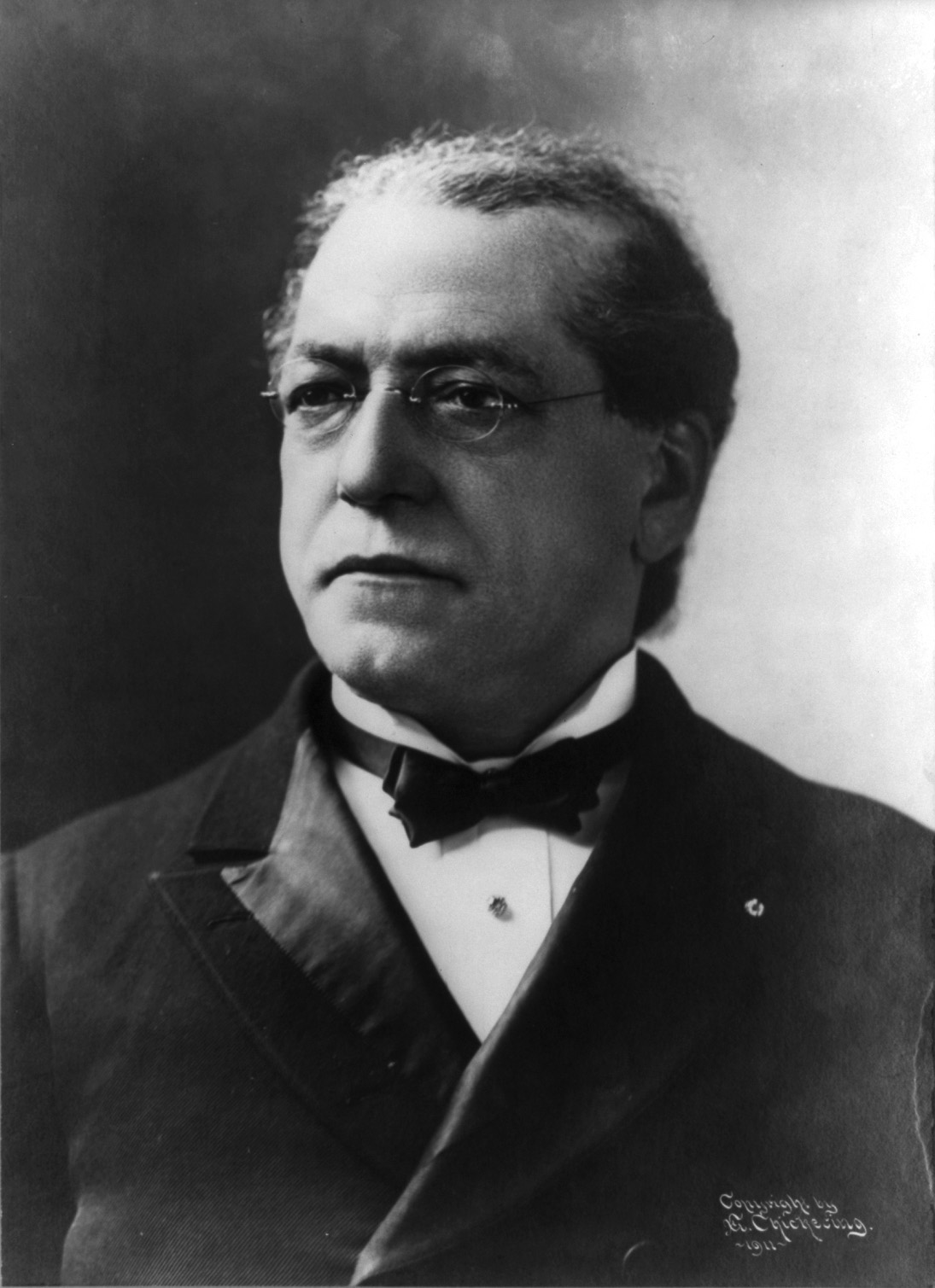
サミュエル・ゴンパーズ

サミュエル・ゴンパーズ（Samuel Gompers、1850年1月27日 - 1924年12月13日）はアメリカ合衆国の労働運動指導者。アメリカ労働総同盟の設立に尽力した。

## 生涯
1850年、ロンドンのイースト・エンドでユダヤ人家庭に生まれた。1863年にアメリカへ渡り、家業である葉巻業に従事した。1870年代より葉巻工組合の指導者となり、1886年のアメリカ労働総同盟（AFL)結成に尽力した。同年、AFLの初代会長に就任し、亡くなるまでその地位にあった。第一次世界大戦にアメリカが参戦することを支持し、1917年には国防会議の委員を務めた。1919年に第一次世界大戦の講和会議として開催されたパリ講和会議では、国際労働法制委員会の委員として参加し、ベルサイユ条約第427条に「労働は単に商品または取引の目的物とみなされてはならない」という原則を作ることに尽力した。この原則は国際労働機関憲章付属文書のひとつである「国際労働機関の目的に関する宣言」（フィラデルフィア宣言）で述べられた「労働は商品ではない」という基本原則に引き継がれ、現代労働法における派遣労働や非正規雇用労働者に対する差別待遇違法化のよりどころとなった。1924年に死去。

## 日本の労働運動との関係
1894年、高野房太郎はかねてから教えを請うていた当時アメリカ労働総同盟の会長であったゴンパースと会い、アメリカ労働総同盟の日本オルグに任命された。日本帰国後も高野はゴンパーズから激励の手紙などを受け取りやがて、片山潜らと労働組合期成会を発足させた。
友愛会の鈴木文治は1915年に渡米してアメリカ労働総同盟の大会に出席し、ゴンパーズらから刺激を受けたと言われる。
パリ講和会議ではゴンパーズは労働法制委員会の議長となったが、このときの日本の代表は官僚ばかりで労働運動家は一人も参加しておらず日本の労働運動の遅れが際立った。国際労働機関設置の契機ともなったこの会議では最低賃金制、8時間労働制なども決められたが日本だけは委員会に働きかけ例外とされた。

## 思想
共産主義、無政府主義を否定し、労資協調のもとでの労働者の地位向上を図った。彼にとっての労働組合は、労働運動の急進化を抑えるためのものであり、革命に向かうような急進的政治運動は否定した。
ゴンパーズの保守的な思想に反対していた急進派の労働運動家が1905年、戦闘的組合である世界産業労働組合（IWW）を結成した。